# Victor Panelin-Borg
Victor Panelin-Borg (født 11. oktober 1990) er en svensk ishockeyspiller. Han spiller i øjeblikket for Aalborg Pirates.

## Aalborg Pirates (2017-18)
Han spillede 65 kampe og scorede 2 mål.